# 侯梦瑶
侯梦瑶（1988年5月8日—），中国女演员，毕业于北京舞蹈学院舞蹈教育系。2007年参加了“红楼梦中人”林黛玉组选秀，进入北京赛区9强。2013年出演中央电视台大戏《花木兰传奇》中花木兰一角而知名，这也是她的影视处女作。
2014年10月12日凭借《花木兰传奇》获得第27屆中国电视金鹰奖观众喜爱的电视剧女演员奖，这也是金鹰节继孙俪之后以新人获奖的第二人。

## 早期經歷
侯梦瑶，因为家里人都喜欢《红楼梦》，所以“梦瑶”两字中“梦”取自《红楼梦》的最后一个字，而“瑶”字在字典里是“美玉”的意思，所以取名梦瑶。因为从小喜欢跳舞，所以中专时选择了学习舞蹈，随后又考到北京舞蹈学院的教育专业，想的只是以后出来教舞蹈，工作也安定一些。2006年，参加红楼梦中人选秀活动，但当时的她并没有当演员的想法。

## 演藝事业
2011年，有着舞蹈功底的侯梦瑶被导演相中，参演古装传奇剧《花木兰传奇》，在剧中饰演替父从军的巾帼英雄花木兰。
2013年，与高云翔、高仁、袁咏仪合作出演清宫剧《多情江山》，在剧中饰演饰演董鄂妃董小宛。同年，与刘越、李东翰合作出演古装历史传奇剧《上官婉儿》，在剧中饰演女中宰相上官婉儿。
2014年，凭借古装传奇剧《花木兰传奇》，获得第十届金鹰电视艺术节观众喜爱的电视剧女演员奖。
2016年，侯梦瑶主演清装宫廷剧《美人香》，在剧中饰演善良的百花镇少女丁香。同年，参演李惠民执导民国传奇剧《舞樱》。

## 电视剧
| 首播年份 | 剧名       | 角色     | 备注       |
| 2013年   | 花木兰传奇 | 花木兰   |            |
| 2015年   | 多情江山   | 董鄂妃   |            |
| 2020年   | 琉璃       | 紫狐     |            |
| 2022年   | 沉香如屑   | 陶紫炁   | 客串       |
| 2024年   | 深潜       | 米蘭     | 2019年拍摄 |
| 未播     | 上官婉儿   | 上官婉儿 | 2013年拍摄 |
| 未播     | 美人香     | 丁香     | 2015年拍摄 |
| 未播     | 舞樱       | 舞樱     | 2016年拍摄 |
| 待播     | 长安丽人   |          | 2017年拍摄 |
| 待播     | 瑶象传奇   |          |            |
| 待播     | 知北游     |          | 网络剧     |
| 待播     | 明月苍茫   |          | 网络剧     |

## 荣誉
| 时间           | 颁奖典礼             | 奖项                   | 作品       | 结果 |
| -------------- | -------------------- | ---------------------- | ---------- | ---- |
| 2014年10月12日 | 第10屆中国电视金鹰奖 | 观众喜爱的电视剧女演员 | 花木兰传奇 | 獲獎 |